# Tampa Bay Rays

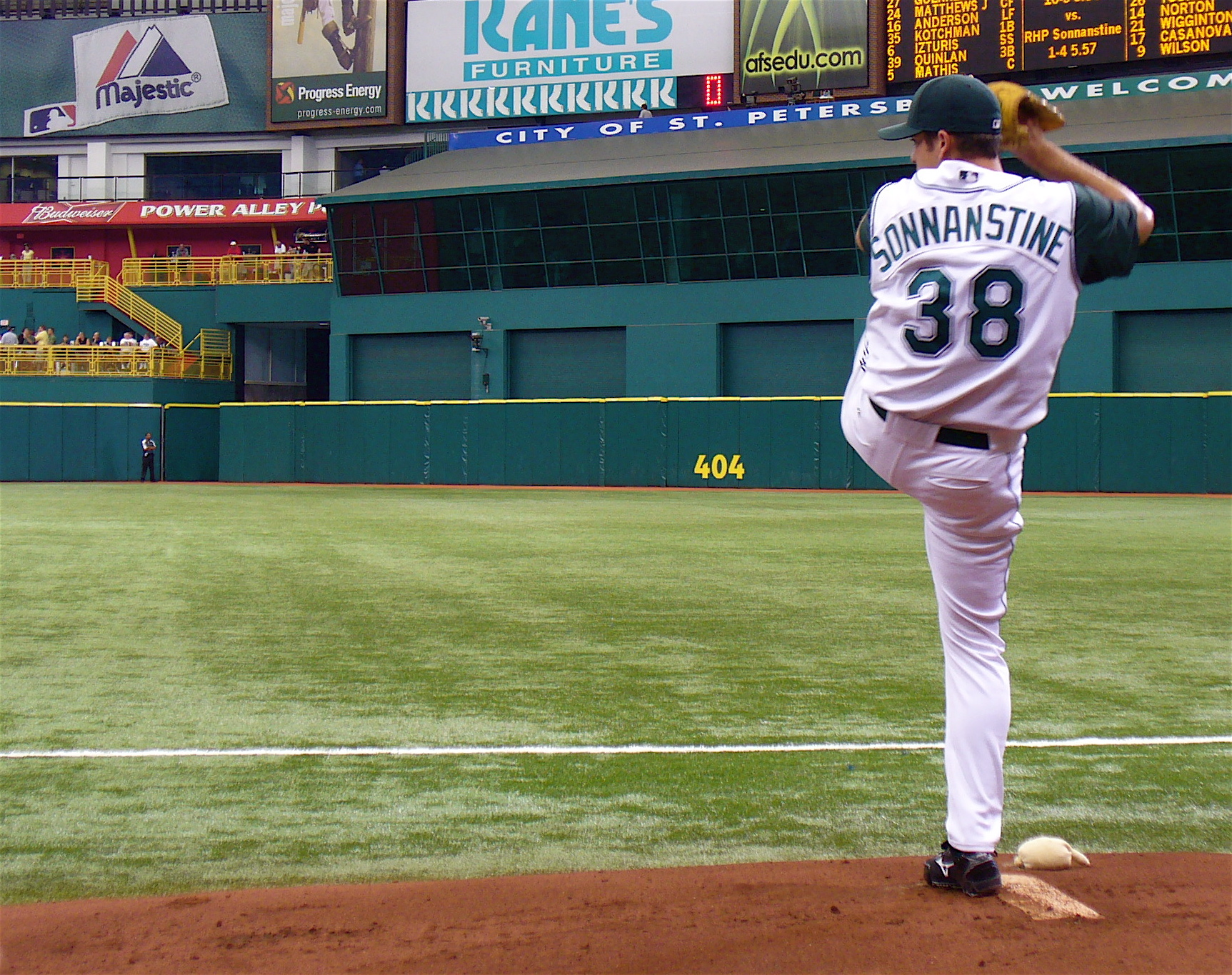

Tampa Bay Rays je profesionální baseballový klub z Major League Baseball, patřící do východní divize American League.
Klub byl založen v roce 1998.
Za svou historii se dokázali Rays dvakrát dostat do finále Světové série a to v roce 2008 a 2020. V roce 2008 Světovou sérii prohráli s týmem Philadelphia Phillies 1:4 na zápasy. V roce 2020 prohráli Světovou sérii s týmem Los Angeles Dodgers 2:4 na zápasy. 